# Friedrich Christian Delius

Fotografia z 1992

Friedrich Christian Delius (ur. 13 lutego 1943 w Rzymie, zm. 30 maja 2022 w Berlinie) – niemiecki pisarz

## Życiorys
Friedrich Christian Delius urodził się w 1943 w Rzymie. Jego ojciec był pastorem w kościele ewangelickim. Friedrich był najstarszym z czwórki rodzeństwa. Młodość (lata 1944–1958) spędził w miasteczku Wehrda w landzie Hessen (Hesja). W 1963 w gimnazjum w Korbach zdał maturę. W latach 1963–1970 studiował zarówno na Uniwersytecie Technicznym w Berlinie, jak i na Wolnym Uniwersytecie Berlińskim. W 1971 zakończył studia pracą doktorską pod opieką Waltera Höllera pod tytułem „Der Held und sein Wetter” („Bohater i jego pogoda”) uzyskując stopień doktora filozofii. Od 1970 do 1973 pracował jako korektor w wydawnictwie Klausa Wagenbacha, następnie (1973–1978) w wydawnictwie Rotbuch (również jako korektor). Od 1978 skupia swoją działalność wyłącznie na pisaniu.
Delius już w latach 60. zaczynał od utworów lirycznych i krótkich tekstów satyrycznych, w których krytykował ówczesne społeczeństwo Niemiec. W latach 1964–1967 wziął udział w czterech ostatnich spotkaniach Grupy 47.
Ważne miejsce w jego twórczości zajmują trzy powieści poświęcone pasjonującemu i trudnemu problemowi terroryzmu zachodnioniemieckiego lat siedemdziesiątych (Baader-Meinhof) i jego społecznych skutków: „Ein Held der inneren Sicherheit” (Bohater bezpieczeństwa wewnętrznego) 1981, „Mogadischu Fensterplatz” 1987 (wyd. polskie „Lot do Mogadiszu” 1999), „Himmelfahrt eines Staatsfeindes” (Wniebowzięcie wroga państwowego) 1992. Duże uznanie czytelników i krytyki zyskały wydania książkowe jego opowiadań „Der Sonntag, an dem ich Weltmeister wurde” (Niedziela, kiedy zostałem mistrzem świata) 1994 oraz „Der Spaziergang von Rostock nach Syrakus” (Spacer z Rostocku do Syrakuz) 1995. W roku 2001 opublikował powieść „Der Königsmacher” (Kreator królów).
Friedrich Christian Delius jest członkiem Niemieckiego Centrum PEN, natomiast od 1997 roku należy do Wolnej Akademii Sztuk w Hamburgu (Freie Akademie der Künste in Hamburg). Ponadto od 1998 roku należy do Niemieckiej Akademii Języka i Poezji (Deutsche Akademie für Sprache und Dichtung). Książki Deliusa zostały przetłumaczone na 18 języków.
W 2007 otrzymał Nagrodę Josepha Breitbacha (Joseph-Breitbach-Preis), nagrodę literacką o najwyższym honorarium dla niemieckojęzycznych autorów. W 2011 został przyznano mu Nagrodę im. Georga Büchnera (Georg-Büchner-Preis), która jest najważniejszym wyróżnieniem w niemieckim świecie literackim. Niemiecka Akademia Języka i Poezji uzasadniając swój wybór uznała, że „(Delius) jest krytycznym, pomysłowym i twórczym obserwatorem, badającym w swoich powieściach i opowiadaniach historię niemieckiego stanu świadomości w XX wieku”.
Delius od 2003 roku był żonaty z Ursulą Bonagerts i jest ojcem dwóch córek. Mieszkał w Berlinie i w Rzymie.

## Twórczość
- Kerbholz. Berlin 1965
- Wir Unternehmer. Berlin 1966
- Wenn wir, bei Rot. Berlin 1969
- Der Held und sein Wetter. München 1971
- Unsere Siemens-Welt. Berlin 1972
- Rezepte für Friedenszeiten. Berlin/Weimar 1973
- Ein Bankier auf der Flucht. Berlin 1975
- Ein Held der inneren Sicherheit. Reinbek bei Hamburg 1981
- Die unsichtbaren Blitze. Berlin 1981
- Adenauerplatz. Reinbek bei Hamburg 1984
- Einige Argumente zur Verteidigung der Gemüseesser. Berlin 1985
- Lot do Mogadiszu (Mogadischu Fensterplatz. Reinbek bei Hamburg 1987; wyd. pol. 1999)
- Japanische Rolltreppen. Reinbek bei Hamburg 1989
- Die Birnen von Ribbeck. Reinbek bei Hamburg 1991
- Himmelfahrt eines Staatsfeindes. Reinbek bei Hamburg 1992
- Selbstporträt mit Luftbrücke. Reinbek bei Hamburg 1993
- Der Sonntag, an dem ich Weltmeister wurde. Reinbek bei Hamburg 1994
- Der Spaziergang von Rostock nach Syrakus. Erzählung. 1. Auflage. Rowohlt, Reinbek bei Hamburg 1995, ISBN 3-498-01302-5 (1998, ISBN 978-3-499-22278-8).
- Die Zukunft der Wörter. Paderborn 1995
- Die Verlockungen der Wörter oder Warum ich immer noch kein Zyniker bin. Berlin 1996
- Amerikahaus und der Tanz um die Frauen. Reinbek bei Hamburg 1997
- Die Flatterzunge. Reinbek bei Hamburg 1999, ISBN 3-498-01310-6.
- Transit Westberlin. Berlin 1999
- Der Königsmacher. Berlin 2001
- Warum ich schon immer Recht hatte – und andere Irrtümer. Berlin 2003, ISBN 3-87134-466-4.
- Mein Jahr als Mörder. Berlin 2004, ISBN 3-87134-458-3.
- Die Minute mit Paul McCartney. Berlin 2005
- Prospero. Oper. Musik: Luca Lombardi. UA 2006
- Bildnis der Mutter als junge Frau. Berlin 2006, ISBN 3-87134-556-3.
- Die Frau, für die ich den Computer erfand. Reinbek bei Hamburg 2009, ISBN 978-3-87134-642-2.
- Der Held und sein Wetter. Ein Kunstmittel und sein ideologischer Gebrauch im Roman des bürgerlichen Realismus. Mit einem Vorwort von Wolf Haas. Wallstein Verlag, Göttingen 2011, ISBN 978-3-8353-1028-5.
- Als die Bücher noch geholfen haben. Biografische Skizzen. Rowohlt, Berlin 2012, ISBN 978-3-87134-735-1.
- Die linke Hand des Papstes. Rowohlt, Berlin 2013, ISBN 978-3-87134-770-2.
- Tanz durch die Stadt. Aus meinem Berlin-Album. Transit, Berlin 2014, ISBN 978-3-88747-309-9.
- Die Liebesgeschichtenerzählerin. Rowohlt, Berlin 2016, ISBN 978-3-87134-823-5.
- Warum Luther die Reformation versemmelt hat. Rowohlt, Reinbeck 2017, ISBN 978-3-499-61054-7.

## Wyróżnienia
- 1967: Preis Junge Generation zum Kunstpreis Berlin
- 1971: Villa-Massimo-Stipendium
- 1989: Gerrit-Engelke-Preis
- 1996: Aufenthaltsstipendium Schloss Wiepersdorf
- 1997: Mainzer Stadtschreiber
- 2001: Daimler-Chrysler-Stipendium der Casa di Goethe
- 2002: Nagroda im. Samuela Bogumiła Lindego
- 2004: Walter-Hasenclever-Literaturpreis
- 2004: Fontane-Preis für Literatur der Stadt Neuruppin
- 2004: Brüder-Grimm-Professur
- 2007: Schubart-Literaturpreis
- 2007: Deutscher Kritikerpreis
- 2007: Joseph-Breitbach-Preis
- 2008/2009: Stadtschreiber von Bergen
- 2009: Evangelischer Buchpreis für Bildnis der Mutter als junge Frau
- 2011: Georg-Büchner-Preis
- 2012: Gerty-Spies-Literaturpreis
- 2014: Silberner Haunetaler der Stadt Wehrda
- 2017: Bundesverdienstkreuz 1. Klasse

## Literatura
- David-Christopher Assmann: „Nicht fiction, sondern action”. F.C. Delius’ „Der Königsmacher” oder Beschädigt der Literaturbetrieb die Gegenwartsliteratur? In: Maik Bierwirth u. a. (Hg.): Doing Contemporary Literature. Praktiken, Wertungen, Automatismen. Fink, München 2012, S. 241–262.
- Wilfried F. Schoeller: Kleiner Rückblick auf die Tugend des Zersetzens. Rede auf Friedrich Christian Delius. In: Juni. Magazin für Kultur und Politik am Niederrhein. Nr. 2/88. Juni-Verlag, Viersen 1988, ISSN 0931-2854.
- Karin Graf (Hrsg.): Friedrich Christian Delius. München 1990, ISBN 3-89129-067-5.
- Themenheft F. C. Delius der Zeitschrift Literatur für Leser. Frankfurt am Main 1995.
- Manfred Durzak und Hartmut Steinecke (Hrsg.): F. C. Delius – Studien über sein literarisches Werk. Tübingen 1997.
- Thomas Hoeps: Arbeit am Widerspruch. „Terrorismus” in deutschen Romanen und Erzählungen (1837–1992). Dresden 2001, ISBN 3-933592-24-0.
- Irmela von der Lühe (Hg.): Text + Kritik 197. Friedrich Christian Delius, München 2013, ISBN 978-3-86916-239-3.
- Leszek Żyliński: „Kiedy książki jeszcze pomagały. Literatura (zachodnio-)niemiecka oczami uczestnika.”, Litteraria Copernicana, Toruń 2013